# Llorenç Tomàs Pons
Llorenç Tomàs Pons (Llucmajor, Mallorca, 1927 - 2016), baríton mallorquí.
Llorenç Tomàs debutà el 1959 com a professional al Teatre Barcelona, amb la companyia catalana de Joan Gual, per continuar amb actuacions a diferents teatres com el Calderón de Barcelona, els Principals de València, Palma, Maó i Ciutadella, i el Líric de Palma. El 1952 estrenà La duquesa Miria de Mateu Montserrat Puig. A partir del 1961 es dedicà a la cançó lírica a sales de Mallorca i d'altres ciutats europees. El 1962 enregistrà per a Columbia Records diversos discs amb interpretacions de Granada, O sole mio, Estrellita i Marta. Es retirà el 1964.